# 하비 울먼
하비 로웰 울먼(Harvey Lowell Wollman, 1935년 5월 14일 ~ 2022년 10월 18일)은 미국의 정치인이고, 제32대 사우스다코타 부지사, 제26대 사우스다코타 주지사이다.

## 생애
울먼은 스핑크 카운티 민주당의 의장이었다. 1966년 사우스다코타주 상원의원 선거에 출마했지만 허브 하이데프림에게 패배했다. 울먼은 1968년에 다시 출마하여 하이데프림과의 재대결에서 승리했다. 1970년에 재선되었다. 1970년 선거 이후, 그는 소수당 대표로 선출되었다. 1974년 리처드 F. 나이프 주지사와 함께 처음으로 부지사로 선출되었다. 1978년, 울먼은 주지사 후보로 출마했다. 그는 6월 8일 예비선거에서 주 상원의원 로저 D. 맥켈립스에게 패배했다. 나이프 주지사는 싱가포르 대사로 임명되기 위해 사임했고, 1978년 7월 24일, 울먼이 그의 뒤를 이어 주지사가 되었다. 울먼은 당시 사우스다코타주 대법원의 수석 판사로 재직 중이던 형 로저 릴랜드 울먼에 의해 주지사로 취임했다. 울먼은 1979년 1월 1일까지 주지사로 재직했다. 재임 기간 동안 그는 주 재산세 폐지를 가속화하고 고등 교육 예산을 늘리기 위해 노력했다. 그 뒤를 이어 공화당의 빌 얀클로가 울립을 물리쳤다. 울먼은 1982년 주지사 선거에 출마하고 싶지 않았지만 1984년 선거에서 미국 상원의원 선거에 출마하는 것을 고려하고 있다며 정치에 계속 관심을 가졌다. 그는 1984년 주 상원의원 선거에 출마하여 1986년 주지사 선거에 출마하기로 결정했다. 그는 선거에서 현직 공화당원인 메리 맥클루어에게 패배했다. 울먼은 앤 가이겔과 결혼하여 두 아들 마이클과 다니엘, 딸 크리스틴을 두었다. 울먼은 2022년 10월 18일 사우스다코타주 휴런에서 87세의 나이로 사망했다. 울먼의 가족은 러시아계와 독일계이다. 그는 1990년대 중반에 폐교된 에베네저 메노나이트 브레스렌 교회의 회원이었다.

## 학력
- 베델 대학교
- 휴런 대학교 인문사회 학사
- 사우스다코타 대학교

## 경력
- 1975.01 ~ 1978.07 제32대 사우스다코타 부지사
- 1978.07 ~ 1979.01 제26대 사우스다코타 주지사

## 역대 선거 결과
| 선거명      | 직책명              | 대수 | 정당   | 득표율 | 득표수    | 결과 | 당락                     |
| ----------- | ------------------- | ---- | ------ | ------ | --------- | ---- | ------------------------ |
| 1974년 선거 | 사우스다코타 부지사 | 32대 | 민주당 | 53.61% | 149,151표 | 1위  | 사우스다코타 부지사 당선 |